# Rad-Nationencup der Junioren 2010
Der Rad-Nationencup der Junioren 2010 ist die 3. Austragung des Rad-Nationencups der Junioren, einer seit der Saison 2008 stattfindenden Serie der wichtigsten Rennen im Straßenradsport für Junioren.

## Rennen
| Datum          | Rennen                                           | Sieger (Fahrer)   | Sieger (Nationen)  | Führende Nation    |
| -------------- | ------------------------------------------------ | ----------------- | ------------------ | ------------------ |
| 11. April      | Paris–Roubaix (Junioren)                         | Jasper Stuyven    | Belgien            | Belgien            |
| 5. – 9. Mai    | Internationale Friedensfahrt (Junioren)          | Jewgeni Schalunow | Russland           | Russland           |
| 3. – 6. Juni   | Trofeo Karlsberg                                 | Lawson Craddock   | Deutschland        | Russland           |
| 10. – 11. Juli | Grand Prix Général Patton                        | Olivier Le Gac    | Australien         | Russland           |
| 20. – 25. Juli | Coupe des Nations Abitibi                        | Lachlan Morton    | Vereinigte Staaten | Vereinigte Staaten |
| 6. August      | Weltmeisterschaft im Einzelzeitfahren (Junioren) | Bob Jungels       | Australien         | Vereinigte Staaten |
| 8. August      | Weltmeisterschaft im Straßenrennen (Junioren)    | Olivier Le Gac    | Frankreich         | Vereinigte Staaten |

## Gesamtwertung
| Position | Nation             | Punkte |
| -------- | ------------------ | ------ |
| 1        | Vereinigte Staaten | 207    |
| 2        | Russland           | 177    |
| 3        | Australien         | 147    |
| 4        | Dänemark           | 108    |
| 5        | Belgien            | 106    |
| 6        | Deutschland        | 104    |
| 7        | Frankreich         | 92     |
| 8        | Niederlande        | 91     |
| 9        | Italien            | 77     |
| 10       | Portugal           | 74     |
| 11       | Luxemburg          | 73     |
| …        | …                  | …      |
| 16       | Schweiz            | 38     |
| 20       | Österreich         | 8      |